# Loch Monar
Loch Monar är en sjö i Storbritannien.   Den ligger i kommunen Highland och riksdelen Skottland, i den nordvästra delen av landet, 700 km nordväst om huvudstaden London. Loch Monar ligger 222 meter över havet. Arean är 7,9 kvadratkilometer. Trakten runt Loch Monar består i huvudsak av gräsmarker. Den sträcker sig 3,1 kilometer i nord-sydlig riktning, och 11,9 kilometer i öst-västlig riktning.